# Michael Backes
Michael Backes (* 7. Januar 1978 in Lebach) ist ein deutscher Informatiker und Hochschullehrer.

## Leben
Backes studierte von 1997 bis 2002 Informatik und Mathematik an der Universität des Saarlandes und promovierte 2002 im Fach Informatik mit der Arbeit Cryptographically Sound Analysis of Security Protocols. Anschließend verbrachte er drei Jahre beim IBM Zurich Research Laboratory in Rüschlikon und wurde im Dezember 2005 als Professor an die Universität des Saarlandes auf den Lehrstuhl Informationssicherheit und Kryptographie berufen.
Seit 2007 leitet er als Max Planck Fellow eine Forschergruppe am Max-Planck-Institut für Softwaresysteme und war von 2007 bis 2017 Principal Investigator und Vize-Koordinator des Exzellenzclusters Multimodal Computing and Interaction (MMCI). Seit 2011 ist er Direktor des Center for IT Security, Privacy and Accountability (CISPA) bzw. des 2017 daraus hervorgegangenen Helmholtz-Zentrums für Informationssicherheit. Darüber hinaus hat er 2010 die Backes SRT GmbH in Saarbrücken gegründet.
Seine Vorlesungen wurden bereits viermal mit dem Preis für die beste Lehre in der Informatik durch den Fachschaftsrat der Informatikstudiengänge an der Universität des Saarlandes ausgezeichnet (2007, 2009, 2014, 2015).

## Forschungsschwerpunkt
Sein Forschungsschwerpunkt ist die Informationssicherheit, insbesondere das Design und die Analyse von sicherheitskritischen Anwendungen sowie der Schutz der Privatsphäre in der digitalen Welt.

## Auszeichnungen und Preise (Auswahl)
- Mitglied der Academia Europaea (2025)
- Karl Heinz Beckurts-Preis (2019)
- Mitglied der Deutschen Akademie der Technikwissenschaften (acatech) (2015)[7]
- Deutschland digitale Köpfe (2014)[8]
- IEEE Outstanding Community Award (2014)[9]
- ERC Synergy Grant für das Projekt imPACT (2013)[10]
- IEEE Outstanding Community Award (2011)[9]
- MIT Technology Review Innovator Under 35 (2009)[11]
- ERC Starting Grant für das Projekt END2END Security (2009)[12]
- IBM Faculty Award (2008)[13]
- Fellow der Max-Planck-Gesellschaft (2007)
- Microsoft Award for Outstanding Research in Privacy Enhancing Technologies (2004)[14]

## Wissenschaftliche Aktivitäten (Auswahl)
Michael Backes war Leiter des Programmkomitees des IEEE Symposiums on Security and Privacy (2013, 2014) sowie des IEEE Computer Security Foundations Symposiums (2010, 2011). Darüber hinaus ist er Mitglied des Lenkungsausschusses beider Konferenzen sowie des European Symposium on Research in Computer Security (ESORICS).

## Veröffentlichungen
Michael Backes hat mehr als 170 Papiere im Gebiet der IT-Sicherheit veröffentlicht.

## Kritik
Für seine Idee eines „Digitalen Radiergummis“ mit der Software „X-pireIT!“ erntete Backes im Jahr 2011 bundesweit herbe Kritik. Der Computerexperte Jürgen Kuri vom Fachmagazin c’t nannte die von Backes entwickelte Software in diesem Zusammenhang eine „Totgeburt“.